# Stump Evans
Stump Evans, geboren als Paul Anderson Evans (Lawrence, 18 oktober 1904 - Douglas, 29 augustus 1928), was een Amerikaanse jazzsaxofonist van de Chicago-jazz.

## Biografie
Evans kreeg eerst onderricht op de althoorn van zijn vader, de hoornist Clarence Evans. Hij wisselde naar de trombone, speelde in de highschool-band in Lawrence en ging daarna als saxofonist naar Chicago. Na Digby Fairweather telde hij als briljant solist, die ook kon spelen vanaf het blad. Hij werkte aanvankelijk in Erskine Tates Vendome Orchestra naast Louis Armstrong en Ruben Reeves, in het Original Creole Orchestra van King Oliver, bij Jimmy Wade en hij trad op in Carroll Dickersons orkest in het Sunset Cafe, weer met Armstrong en met Earl Hines. Evans was betrokken bij plaatopnamen van Oliver, Dickerson, Jelly Roll Morton, Lil Hardin Armstrong en Jimmy Blythe. Hij was een tijdlang muzikaal leider in de Moulin Rouge Club. Coleman Hawkins kenmerkte hem later als een van zijn voorbeelden.

## Overlijden
Stump Evans overleed in augustus 1928 op 24-jarige leeftijd aan de gevolgen van tuberculose in Kansas.